# Amtsadel
Amtsadel war die Bezeichnung für den aus einer Amtsstellung hervorgegangenen oder mit ihr verbundenen, meist persönlichen Adel des Amtsinhabers. Die häufigste Form des Amtsadels war in Europa der Adel bestimmter hoher Geistlicher. In Frankreich des Ancien Régime und im Kaisertum Österreich spielte der Amtsadel bestimmter ziviler und militärischer Eliten eine besondere Rolle. Im britischen House of Lords sind geistliche Würdenträger und bis 1876 Lordrichter vertreten. Der Dienstadel, darunter Ministeriale, schaffte es wegen ihrer Erblichkeit in den eigentlichen Adelsstand aufzusteigen.

## Geistlicher Adel
Bischöfe, Äbte und bestimmte andere Geistliche waren in den meisten Ländern des mittelalterlichen und frühneuzeitlichen Europa kraft Amtes adelig. Für viele geistliche Ämter mussten die Bewerber ohnehin einen Adelsnachweis vorlegen, für den teilweise (vor allem bei bestimmten Domkapiteln) strengere Regeln galten als in anderen Kontexten (Stiftsadel). Soweit aber Nichtadelige z. B. Bischof wurden, erlangten sie damit automatisch und für die Dauer ihres Amts persönlich einen Adelstitel. Im Reich gehörten die Bischöfe, die oft über geistliches Fürstentümer regierten, als Kirchenfürsten dem Hochadel an. Daneben waren Reichsprälaten, Fürstäbte und -pröpste im Reichstag vertreten.
Der geistliche Adel war ganz überwiegend Männern vorbehalten. Eine der wenigen Ausnahmen waren die Äbtissinnen reichsunmittelbarer Klöster und die Oberin des Savoyischen Adelsstiftes, die nach österreichischem Adelsrecht mit Amtsantritt adelig wurde.
Der geistliche Amtsadel endete in den meisten europäischen Ländern mit der Einführung der republikanischen Staatsform. In Großbritannien gibt es bis heute eine kleine Zahl amtsadeliger Bischöfe (Lords Spiritual). Im Vatikanstaat sind Kardinäle bis heute kraft Amtes adelig. Der Bischof von Urgell ist Kofürst von Andorra zusammen mit dem französischen Staatsoberhaupt, der seit 1871 ein bürgerlicher Präsident ist.

## Noblesse de robe(Frankreich, vor 1789)
Die französischen Könige des 17. und 18. Jahrhunderts schufen durch Nobilitierungen und den Adel der Doktoren eine größere Gruppe von Beamten und anderen, oft studierten Inhabern höherer Ämter im Justiz- und Finanzwesen, die bürgerlich geboren, aber persönlich adelig waren. Teilweise wurden die Inhaber durch die Ernennung in bestimmte Ämter adelig, etwa das eines Rats (conseiller) an einem der parlements.
Die Zugehörigkeit zu dieser noblesse de robe konnte erblich werden, wenn ein entsprechendes Amt vom Vater auf den Sohn vererbt wurde. Zusätzliche Bedingung war, dass der jeweilige Amtsinhaber regelmäßig eine jährliche Steuer, die paulette, zahlte. Derartige Ämter waren zudem käuflich. Hatte der Inhaber regelmäßig die paulette entrichtet, konnte seine Witwe das Amt, in Ermangelung eines qualifizierten Erben, an einen vom Justizminister akzeptierten, qualifizierten Interessenten verkaufen. Auf diese Weise erwarb zum Beispiel Pierre de Fermat sein Amt als conseiller au parlement de Toulouse.

## Systemmäßiger Adel (Österreich, vor 1918)
Im Kaisertum Österreich wurden ebenfalls relativ viele Inhaber höherer Ämter im Militär und in der zivilen Verwaltung nobilitiert, und bis etwa zur Mitte des 18. Jahrhunderts konnten auch die Universitäten Prag und Wien Adelstitel verleihen. Auch Reichshofräte waren persönlich adelig. Dazu kam als österreichische Besonderheit der Rechtsanspruch von Offizieren und von Trägern bestimmter Orden auf eine Nobilitierung („systemmäßiger Adel“): Offiziere der k.u.k. Armee hatten seit 1757 unter bestimmten, zunehmend weiter gefassten Bedingungen einen Rechtsanspruch auf Erhebung in den erblichen Adelsstand. Auch andere Menschen hatten einen solchen Rechtsanspruch, wenn ihnen (vor 1884) bestimmte Orden verliehen wurden. Solche Nobilitierungen waren die häufigste Form des Adelserwerbs (außer durch Geburt). Allein zwischen 1848 und 1898 wurden 1984 Personen nobilitiert, nachdem ihnen der Orden der Eisernen Krone verliehen worden war.

## Russland
Auch in Russland war der Amtsadel neben dem Ordensadel die häufigste Art des Adelserwerbs. Die von Kaiser Peter dem Großen eingeführte Rangtabelle teilte alle militärischen Dienstgrade und zivilen Ämter in 14 Klasse ein. Während anfangs alle Offiziere automatisch den erblichen Adel erhielten, war zuletzt der Erwerb des erblichen Adels erst bei Beförderung in die 6. Klasse (beim Militär – Oberst) bzw. in die 4. Klasse (im Zivildienst – Wirklicher Geheimrat) gegeben, ansonsten war der Adel nur persönlich, wobei ab 1845 auch der persönliche Adel im Zivildienst nur mit einem Amt der 9. Klasse erreicht wurde, während alle Offiziere weiterhin wenigstens persönlich adelig wurden.
Der Erwerb des Adels auf diese Weise vollzog sich ohne besondere Verleihung. Daher werden von russischen Adelsvereinigungen etwa militärische Beförderungsurkunden für den entsprechenden Vorfahren als Form des Adelsnachweises angesehen.